# Carbosulfan
Le carbosulfan  est une substance active de produit phytosanitaire (ou produit phytopharmaceutique, ou pesticide), qui présente un effet insecticide, et qui appartient à la famille chimique des carbamates. Du fait de sa toxicité, le carbosulfan est interdit en France depuis le 13 décembre 2008.

## Réglementation
Sur le plan de la réglementation des produits phytopharmaceutiques :
- pour l’Union européenne : cette substance active est interdite par la décision 2007/415/CE à la suite de l'examen relatif à l'inscription à l’annexe I de la directive 91/414/CEE. Les autorisations en vigueur concernant les produits phytopharmaceutiques contenant du carbosulfan devront être retirées avant le 13 décembre 2007. À compter du 16 juin 2007, aucune autorisation ne peut être accordée ou reconduite pour les produits phytopharmaceutiques contenant cette substance. (décision du 13/06/2007, 2007/415/CE : JOUE L 156, 16 juin 2007).
- pour la France : cette substance active n'est pas autorisée dans la composition de préparations bénéficiant d’une autorisation de mise sur le marché. Les dates limites d'écoulement des stocks sont fixées par l'avis au Journal Officiel du 4 septembre 2007 au 30 mai 2008 à la distribution, et au 13 décembre 2008 à l'utilisation.

## Caractéristiques physico-chimiques
Les caractéristiques physico-chimiques dont l'ordre de grandeur est indiqué ci-après, influencent les risques de transfert de cette substance active vers les eaux, et le risque de pollution des eaux :
- Hydrolyse à pH 7 : instable,
- Solubilité : 0,3 mg·L-1,
- Durée de demi-vie : 4 jours. Ce paramètre, noté DT50, représente le potentiel de dégradation de cette substance active, et sa vitesse de dégradation dans le sol.
- Coefficient de partage octanol-eau : 2,19. Ce paramètre, noté log Kow ou log P, mesure l’hydrophilie (valeurs faibles) ou la lipophilie (valeurs fortes) de la substance active.

- Formule chimique (IUPAC): 2,3-dihydro-2,2-dimethylbenzofuran-7-yl (dibutylaminothio)methylcarbamate

## Écotoxicologie
Sur le plan de l’écotoxicologie, les concentrations létales 50 (CL50) dont l'ordre de grandeur est indiqué ci-après, sont observées :
- CL50 sur poissons : 0,001 5 mg·L-1,
- CL50 sur daphnies : 0,001 5 mg·L-1,

## Toxicité pour l’homme
Sur le plan de la toxicité pour l’Homme, la dose journalière acceptable (DJA) est de l’ordre de : 0,01 mg·kg-1·j-1.